# Apatura viridana
Apatura viridana är en fjärilsart som beskrevs av Cabeau 1919. Apatura viridana ingår i släktet Apatura och familjen praktfjärilar. Inga underarter finns listade i Catalogue of Life.